# Jeanette (Sängerin)

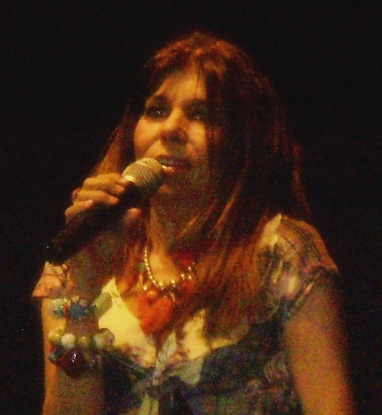
Jeanette, 2011

Jeanette Anne Dimech (* 10. Oktober 1951 in London, England), Künstlername Jeanette, ist eine spanische Sängerin.

## Leben
Da Jeanettes Großeltern ein Import-Export-Geschäft betrieben, lebten ihre Eltern zunächst in England, wo sie geboren wurde, und dann in Chicago und Los Angeles, wo sie aufwuchs. Die zwölfjährige Jeanette kehrte nach der Scheidung ihrer Eltern mit der Mutter nach Barcelona zurück.
Mitte der 1960er lernte sie Gitarrespielen und begann, eigene Lieder zu komponieren. Sie orientierte sich an der amerikanischen Folk-Musik. Ihre Vorbilder waren Bob Dylan, Donovan und die Byrds. Später schloss sie sich als Sängerin einer Studentenband namens „Pic-Nic“ an, die mit einer Folk-Version des spanischen Kinderliedes Cállate niña 1967 einen großen Erfolg hatte. Weitere bekannte Lieder waren Amanecer und No digas nada.
Als sich die Band Ende der 1960er auflöste, zog sie mit ihrem Ehemann, dem ungarischen Musiker Laszlo Kristof, nach Wien. Anfang der 1970er startete sie eine Solokarriere und hatte mit ihrer ersten Single Soy rebelde einen großen Erfolg in den spanischsprachigen Ländern. Mit der französischen und englischen Version wurde sie auch in Europa bekannt. Dieses und andere Lieder aus der Feder von Manuel Alejandro, wie El muchacho de los ojos tristes und Estoy triste, etablierten sie als Künstlerin in Spanien.

## Porque te vas

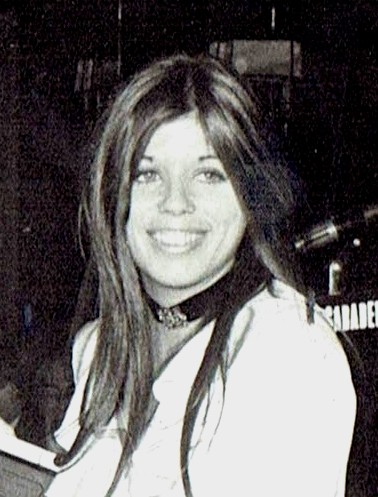
Jeanette, 1973

Ihr größter Erfolg Porque te vas („Weil du gehst“) wurde von José Luis Perales komponiert und blieb nach der Aufnahme 1974 zunächst relativ unbeachtet. Erst als das Lied 1977 in dem Film Züchte Raben… (Cría cuervos) von Carlos Saura verwendet und dieser Film in Cannes (Großer Preis der Jury) ausgezeichnet wurde, erlangte auch das Lied internationale Bekanntheit und stieg in die Hitparaden auf. In Österreich erreichte es Platz 13, in der Schweiz Platz 4 und in Deutschland hatte Jeanette mit Porque te vas einen Nummer-eins-Hit.
Von Porque te vas gab es 1977 zwei vergleichsweise erfolglose deutschsprachige Versionen unter dem Titel ...und du willst geh'n mit Sabrina bzw. Nina Lizell. Patsy Kensit und Elizabeth Hurley sangen eine englische Version (You’re Leaving Me) in dem deutschen Thriller Der Skipper (1990). 1999 hatte die Gruppe Masterboy mit einer Coverversion noch einmal Charterfolge in den deutschsprachigen Ländern. Die Kölner Band Erdmöbel spielte für ihr Album No.1 Hits eine neue deutsche Version mit dem Titel Weil du fortgehst ein.
Jeanette gelang danach international kein ähnlicher Erfolg mehr. Als Sängerin war sie bis in die 1990er Jahre in Spanien und zeitweise auch in Frankreich erfolgreich.

## Diskografie

### Alben
- 1973: Palabras, promesas
- 1976: Porque te vas
- 1977: Todo es nuevo
- 1981: Corazón de Poeta
- 1983: Reluz
- 1984: Ojos en el sol
- 1989: Loca por la Música

### Kompilationen
- 1976: Porque te vas y 9 exitos más
- 1979: Versión original
- 1982: Palabras, promesas
- 1988: Sus mas Lindas canciones
- 1996: Sigo rebelde (2 CDs)
- 2001: Todas sus grabaciones en hispavox (1967–1976) (2 CDs)
- 2002: Mi historia
- 2003: Todos sus exitos
- 2003: Vol. 2: Todos sus albumes en RCA (1981–1984) (2 CDs)
- 2004: 15 de coleccion
- 2008: Grandes éxitos

### Singles
- 1971: Soy rebelde
- 1972: Estoy triste
- 1973: Palabras, promesas
- 1974: Vengo de un sueño de amor
- 1974: Porque te vas
- 1975: Hoy nos hemos dicho adios
- 1976: Il me plait bien ton frère
- 1977: Todo es nuevo
- 1977: Tzeinerlin (Porqué voy a cambiar)
- 1978: Don’t Say Goodnight to a Lady of Spain
- 1978: Voy a tener un niño
- 1978: No digas buenas noches (Heaven, Please, Don’t Let It Rain Tonight)
- 1979: Little Man from Japan
- 1980: Valley of Love
- 1981: Frente a frente
- 1981: Jeanette canta en ingles
- 1981: Corazón de poeta
- 1981: Frente a Frente
- 1982: El muchacho de los ojos tristes
- 1983: Reluz
- 1983: Con que derecho
- 1984: Ojos en el sol
- 1984: Amiga mia
- 1989: Daria cualquier cosa
- 1989: China
- 1989: Loca por la música
- 2004: La **** canción de amor en la que el chico gana (mit Miqui Puig)